# Institut Cultural de Bretanya
Institut Cultural de Bretanya (bretó Skol uhel ar Vro) és una institució cultural bretona creada el 1982 a conseqüència de la carta cultural bretona i amb seu a Gwened. La seva missió és el desenvolupament, la difusió i la promoció de la cultura bretona. Rep finançament del Consell Regional de Bretanya i dels departaments bretons. El 1988, l'Institut i el CELIB rellançaren les condecoracions de l'orde de l'Hermini, donades anualment a quatre persones compromeses en el redreçament cultural de Bretanya.
El director és Bernard Gestin i en són membres Per Denez, Tereza Desbordes, Yvonig Gicquel, Gérard Gautier, Pierre Loquet, Martial Ménard i Annaig Renault, entre d'altres
L'Ofis ar Brezhoneg, creada l'1 de maig de 1999, va assumir les funcions del Service de la langue bretonne que existia dins l'Institut Cultural de Bretanya. L'associació històrica Dalc'homp Soñj és lligada a l'Institut.

## Relacions amb el Consell Regional
Després de les eleccions regionals franceses de 2004 guanyà l'esquerra i fou nomenat president Jean-Yves Le Drian. Aquest s'ha pronunciat públicament a favor de la salvaguarda de la llengua bretona (pla lingüístic de 2005) utilitzant informes realitzats per l'Institut. També s'ha pronunciat sobre l'existència del poble bretó, que inclou el departament de Loira Atlàntic, i que la seva identitat és un actiu important per al desenvolupament. Alhora, ha organitzat conferències:
- Sobre la internacionalització de Bretanya (« Bretagne aux dimensions du monde » a Lannion, setembre de 2002
- Sobre la resistència a Bretanya i l'èpica dels contrabandistes bretons ("La relació de la llibertat: Bretanya-Regne Unit 1940/1944")
- Sobre la música de Bretanya (Bretanya és música, a Chateaubriant, setembre de 2004)
- Sobre la separació d'església i Estat (Tréguer, setembre de 2005)
- Sobre Jules Verne a Nantes i Saint-Nazaire.
- Sobre la indústria de la fàbrica de conserves de peix de Bretanya a Loctudy ("L'or blau del litoral bretó, setembre de 2005)
- Sobre la relació entre l'economia i la cultura ("del CELIB al Produït a Bretanya" a Ploemeur el setembre de 2006)
- Participa en el desenvolupament d'una xarxa de "Llocs de la Història de Bretanya".
- Federar els organitzadors de vetllades a l'Alta i Baixa Bretanya (« Veillées contées de Bretagne », organitzades cada octubre).